# Girl Crush
Girl Crush è un singolo del gruppo di musica country statunitense Little Big Town, pubblicato nel 2014.

## Descrizione
Il brano è stato scritto da Lori McKenna, Hillary Lindsey e Liz Rose ed è stato estratto dal sesto album in studio del gruppo Pain Killer.

## Tracce
1. Girl Crush – 3:13

## Formazione
- Karen Fairchild
- Kimberly Roads Schlapman
- Phillip Sweet
- Jimi Westbrook

## Premi
Nel 2015 nell'ambito dei Country Music Association Awards la canzone ha avuto due premi come "canzone dell'anno" e "singolo dell'anno".
Nell'ambito dei Grammy Awards 2016 il brano è stato premiato nelle categorie "miglior interpretazione country di un duo/gruppo" e "miglior canzone country". Inoltre per i CMT Music Awards 2016 il brano ha avuto il premio come "video dell'anno di un gruppo/duo".